# SCCM
SCCM è la sigla in lingua inglese di Standard Cubic Centimeters per Minute (ovvero centimetro cubo standard al minuto) e rappresenta un'unità di misura del flusso. Nell'SI l'unità standard è il metro cubo al secondo, tuttavia SCCM è molto usata in ambito ingegneristico e tecnico, in particolare nei flussometri.